# برونو کورنیه
برونو کورنیه (فرانسوی: Bruno Cornillet‎؛ زادهٔ ۸ فوریهٔ ۱۹۶۳) دوچرخه‌سوار اهل فرانسه است.